# Philcoxia
Philcoxia är ett släkte av grobladsväxter. Philcoxia ingår i familjen grobladsväxter.
Kladogram enligt Catalogue of Life:
| Philcoxia | \| \| Philcoxia bahiensis \| \| \| \| \| \| Philcoxia goiasensis \| \| \| \| \| \| Philcoxia minensis \| \| \| \| |
|           | \| \| Philcoxia bahiensis \| \| \| \| \| \| Philcoxia goiasensis \| \| \| \| \| \| Philcoxia minensis \| \| \| \| |
|           | Philcoxia bahiensis                                                                                               |
|           | |
|           | Philcoxia goiasensis                                                                                              |
|           | |
|           | Philcoxia minensis                                                                                                |
|           | |